# Chimère d'Arezzo
Pour les articles homonymes, voir Chimère et Arezzo.

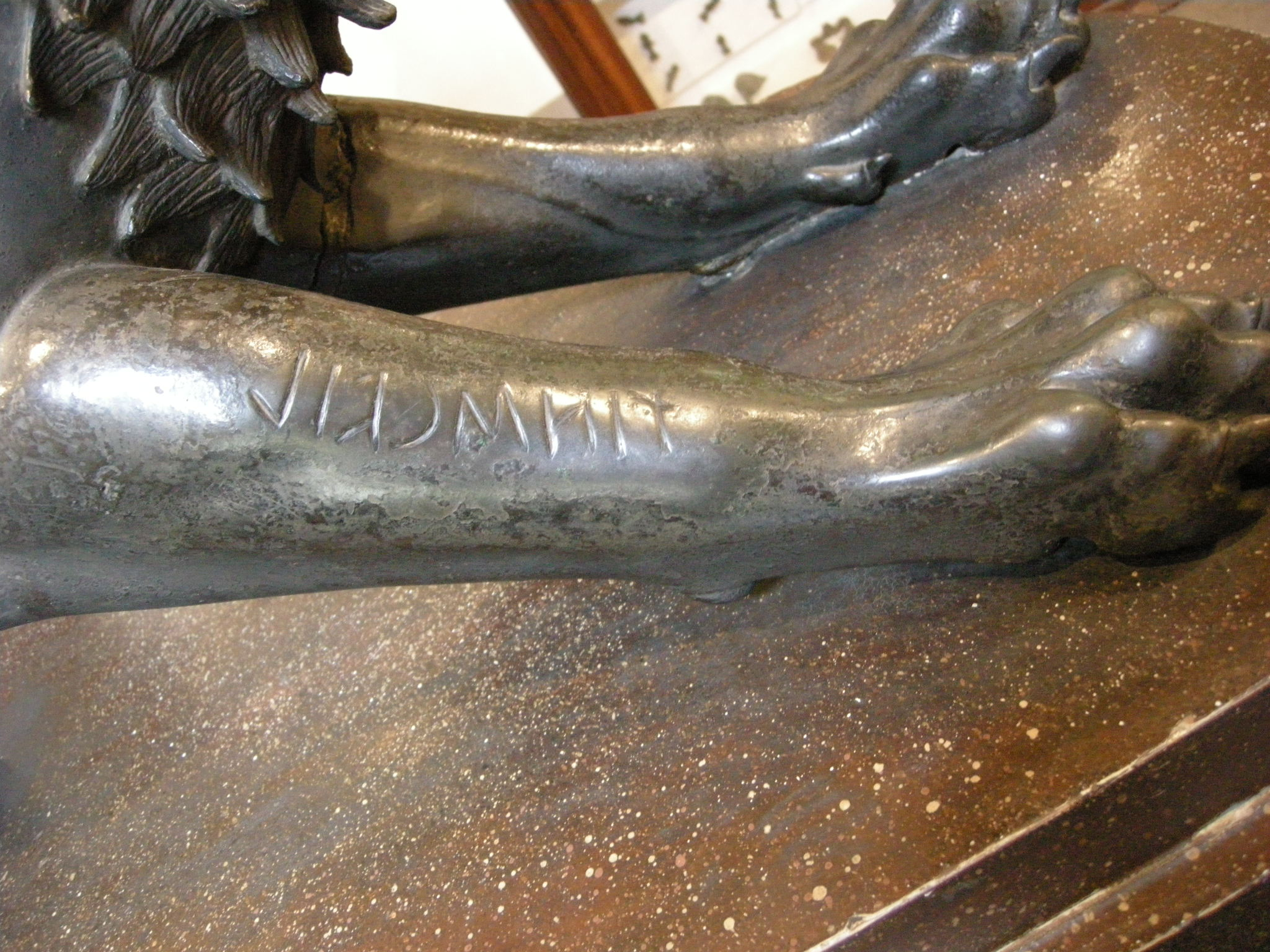
Inscription sur la patte droite.

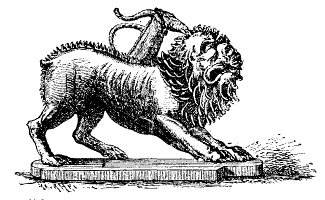
Gravure représentant la Chimère dans l'état supposé de sa découverte (non restaurée).

La Chimère d'Arezzo est une statue étrusque en bronze, découverte en 1553 à Arezzo, en Toscane, près de la porte San Lorentino lors de la construction de la forteresse médicéenne. Elle est conservée au musée archéologique national de Florence dans la salle des grands bronzes étrusques avec l'Arringatore.

## Description
La sculpture serait un objet votif étrusque, un ex-voto aristocratique dédié à Tinia, par son inscription TINSCVIL de sa patte avant droite. Elle mesure 78,5 centimètres de haut pour une longueur maximale de 129 cm. Elle est en bronze et a été réalisée selon la technique de la fonte à la cire perdue.
C'est la représentation d'un être mythique, une chimère, un monstre à trois têtes avec une gueule de lion, une tête de chèvre qui jaillit sur son dos, une tête de serpent au bout de sa queue. 
La Chimère adopte une position défensive, après avoir reçu une blessure que  Bellérophon, chevauchant Pégase, lui a infligée.
Elle date probablement du Ve siècle av. J.-C. et est probablement issue d'un atelier du nord de l'Étrurie (Orvieto, Chiusi ou Arezzo).
Elle a été restaurée par Benvenuto Cellini au xvie siècle, puis de nouveau au xixe siècle. La queue serpentine mordant la tête de chèvre du dos est une reconstitution erronée. D'après une notice du musée archéologique national de Florence, la restauration par Cellini est une légende. Rien ne confirme cette intervention du maître orfèvre et sculpteur.
Elle devait faire partie d'un groupe avec une autre statue, celle de Bellérophon.
Le Musée archéologique national de Florence conserve une autre chimère (no d'inventaire 23) semblable à celle d'Arezzo mais beaucoup plus petite, en bronze fondu, haute de 7,7 cm et datant du iiie siècle av. J.-C.. Sa provenance est inconnue. Elle a fait partie de la collection de Christine de Lorraine.

## Intérêt historique
Découverte au XVIe siècle lors de la construction des remparts d'Arezzo, elle donne mesure de l'existence préalable des civilisations originales en Toscane.
Elle fut immédiatement récupérée par le duc (futur grand-duc de Toscane Cosme Ier) pour ses collections et qui l'exposa publiquement dans la salle Léon X du Palazzo Vecchio. Elle fut ensuite transférée près de son studiolo du Palais Pitti, dans lequel, comme le rapporte Benvenuto Cellini dans son autobiographie : « l duca ricavava grande piacere nel pulirla personalmente con attrezzi da orafo » (« le duc tirait grand plaisir en la nettoyant personnellement avec ses outils d'orfèvre »).
En 1718, elle fut transférée  à la Galerie des Offices, et ensuite en 1871, au Musée archéologique national de Florence, où elle se trouve maintenant, dans la salle des grands bronzes qui lui est réservée avec l'Arringatore, autre pièce étrusque majeure.
Les Médicis usèrent de cette découverte pour affirmer leur descendance des anciens rois.